# 黒雲丈左衞門
黒雲 丈左衞門（くろくもじょうざえもん）は、江戸時代の大相撲の第8代大関。番付上は「奥州」頭書。
宝暦9年(1759年)春場所(3月)、西大関で初土俵を踏むも、その1場所のみで引退。看板大関であり、勝敗の記録も現存しない。
なお、宝暦4年(1754年)の上方で、大関・小結などで出場した「黒雲雷八」は、「南部」頭書の南部相撲所属力士であり、別人の可能性が高い
。

## 主な成績
- 通算成績：不明（勝敗記録現存せず）

| 1759年 | 西大関 引退 – | x |
| 各欄の数字は、「勝ち-負け-休場」を示す。 優勝 引退 休場 十両 幕下 三賞：敢=敢闘賞、殊=殊勲賞、技=技能賞 その他：★=金星 番付階級：幕内 - 十両 - 幕下 - 三段目 - 序二段 - 序ノ口 幕内序列：横綱 - 大関 - 関脇 - 小結 - 前頭（「#数字」は各位内の序列） |               |   |